# Д
No debe con fundirse con la A
Д, д (cursiva: Д, д) es una letra del alfabeto cirílico ruso

## Orígenes
Proviene de la letra del alfabeto griego delta (Δ). La mayor diferencia gráfica con su equivalente griego se encuentra en las dos patas por debajo de las dos esquinas inferiores.

## Uso
Representa el sonido de la oclusiva dental sonora /d/. En ruso también puede representar la oclusiva dental sorda /t/ al final de una sílaba (como en la palabra год, god, año, pronunciada got).
En la escritura a mano la Д (mayúscula) suele escribirse similar a la D (mayúscula) latina. El motivo reside en que la versión de molde no parece ser confortable para ser escrita rápidamente. De la misma manera la д (minúscula) suele ser escrita a mano como una g latina y se une a la siguiente letra por su cola. Por el contrario en la escritura tipográfica cursiva, la minúscula se asemeja más a la d minúscula latina: Д, д.

### Sistema numeral cirílico
En la antigüedad, en el sistema numeral cirílico, esta letra tenía el valor numérico 4.

## Tabla de códigos
| Microsoft    | Tipo      | Decimal | Hexadecimal | Octal  | Binario             |
| ------------ | --------- | ------- | ----------- | ------ | ------------------- |
| Unicode      | Mayúscula | 1044    | 0414        | 002024 | 0000 0100 0001 0100 |
| Unicode      | Minúscula | 1076    | 0434        | 002064 | 0000 0100 0011 0100 |
| ISO 8859-5   | Mayúscula | 180     | B4          | 264    | 1011 0100           |
| ISO 8859-5   | Minúscula | 212     | D4          | 324    | 1101 0100           |
| KOI 8        | Mayúscula | 228     | E4          | 344    | 1110 0100           |
| KOI 8        | Minúscula | 196     | C4          | 304    | 1100 0100           |
| Windows 1251 | Mayúscula | 196     | C4          | 304    | 1100 0100           |
| Windows 1251 | Minúscula | 228     | E4          | 344    | 1110 0100           |
Sus códigos HTML son: &#1044; o &#x414; para la mayúscula, y &#1076; o &#x434; para la minúscula.